# Profesor Frink
Profesor Frink, celým jménem John Frink, je fiktivní postava z amerického animovaného seriálu Simpsonovi. Poprvé se objevil v epizodě 2. řady Dědovo dědictví. Frink je springfieldský vědec a profesor, je nesmírně inteligentní, i když poněkud potrhlý a společensky neobratný. Frink se často snaží svými bizarními vynálezy pomoci městu v jeho krizových situacích, ale většinou vše jen zhorší. Jeho způsob řeči, včetně impulzivního vykřikování nesmyslných slov, se stal jeho poznávacím znamením. 
Původně byl Frink v dílu Dědovo dědictví vyobrazen jako zlý vědec, protože se snažil získat finance na paprsek smrti. Když Azaria zkoušel dabovat tuto postavu, napodobil postavu Julia Kelpa z filmu Zamilovaný profesor od Jerryho Lewise. Štábu se hlas líbil, a proto změnili Frinka tak, aby se více podobal Juliu Kelpovi, a to jak vzhledem, tak osobností – stal se více šprtem a ze zlého se stal prostě šílený. Lewis později v seriálu hostoval jako Frinkův otec ve Speciálním čarodějnickém dílu 15. řady. 
Profesor získal uznání kritiků, zejména za své bizarní vynálezy, jako jsou hamburgerové chrániče sluchu, a objevil se na seznamu oblíbených vedlejších postav ze Simpsonových mnoha recenzentů. Frink se objevil i v dalších médiích souvisejících se seriálem, například v komiksech, videohrách a v simulátorové jízdě The Simpsons Ride v Universal Studios Florida a Universal Studios Hollywood. Popularita postavy vedla k tomu, že dala jméno počítačovému programovacímu jazyku Frink.

## Role vSimpsonových
John Frink je obecně zobrazován jako stereotypní springfieldský šprt, bláznivý a společensky neschopný vědec, vynálezce a matematik. Nosí silné brýle, bílý laboratorní plášť (v dřívějších sériích byl zelený), modrého motýlka na bílé košili se zapínáním na knoflíky a růžové kalhoty. Frink je vysokoškolským profesorem na Springfield Heights Institute of Technology a provozuje vlastní astronomickou observatoř. Jeho IQ je 197 – předtím, než utrpěl otřes mozku během pádu krátké springfieldské intelektuální junty, to bylo 199 – a je členem springfieldské pobočky Mensy. Frink je obecně velmi zdvořilý a přátelský. Jeho charakteristickým manýrismem je, že v rozčilení používá bláboly ve stylu Jerryho Lewise a impulzivně vykřikuje další slova, která s danou situací nijak nesouvisejí. Když blouzní, často mluví nesouvisle v rozvitých větách bez pauz. Frink má také tendenci příliš komplikovat jednoduché věci a při vyjadřování různých pojmů používat nebo si vymýšlet vědeckou terminologii.
Frink se často snaží svými bláznivými a bizarními vynálezy pomoci městu v jeho krizových situacích, ale většinou nefungují nebo situaci jen zhoršují. Většina jeho vynálezů nikdy nefunguje správně nebo nejsou skutečně užitečné. Je mimo jiné vynálezcem žabího přeháněče (který hrubě zkresluje velikost obojživelníků), automatických stepovacích bot pro stepování, detektoru sarkasmu, hamburgerových chráničů sluchu, pilulky po osmi měsících a vrtacího stroje, který dokáže proříznout cokoli. Mezi Frinkovy neúspěšné vynálezy patří jeho malé dálkově ovládané letadlo, které přepravuje děti jako pasažéry (zřítilo se), „Gamble-Tron 2000“, stroj určený k předpovídání výsledků profesionálního fotbalu (poté, co předpověděl, že jeden tým vyhraje o 200 bodů, na něj Frink fyzicky zaútočil v přímém televizním přenosu) a dům odolný proti vloupání, kterému vyrostly nohy a který utíkal před potenciálním nebezpečím (jehož nohy se zhroutily, což způsobilo, že se dům zřítil na zem a začal hořet). Jako vědec Frink objevil a vyléčil „Frinkovu nemoc“ a objevil prvek frinkonium, také ovládl astrologii do té míry, že s její pomocí dokáže přesně předpovídat budoucnost, a ukázalo se, že je schopen cestovat v čase.
Profesor má syna, který je k vidění v dílu Brácho, můžeš postrádat dva tácy? během veletrhu výrobků pro kojence a batolata jako pilot dálkově řízeného letadla (během letu letadlem vyletí oknem budovy a zřítí se) a v dílu Já, robot při bitvě robotů (obsluhuje robota). V seriálu se Frink zmiňuje o manželce, ale objevují se i vtipy o tom, že se ženami v životě moc nepřišel do styku.
Frink se často objevuje ve Speciálních čarodějnických dílech, nekanonických epizodách odehrávajících se mimo běžnou kontinuitu seriálu. Frinkovy bizarní vynálezy a porozumění pokročilé fyzice obvykle dobře zapadají do těchto nadpřirozených zápletek. Ve Speciálním čarodějnickém dílu 9. řady vstoupí Bart do Frinkova teleportu hmoty a – jako ozvěna filmu Moucha – dojde k náhodnému smíchání Bartových genů s geny mouchy domácí, která se ve stejnou dobu také nacházela v transportéru. Ve Speciálním čarodějnickém dílu 15. řady se ukáže, že Frink měl otce, kterého zabil žralok a kterého v epizodě oživí tím, že poskládá části jeho těla. Ten se bohužel po oživení rozhodne ukrást části těla, aby si polepšil. V pozdější epizodě je Frink oceněn Nobelovou cenou.

## Postava
Frink se poprvé objevil v epizodě 2. řady Dědovo dědictví, která byla odvysílána 28. března 1991. V této epizodě děda Simpson zdědí 106 000 dolarů po své přítelkyni, když zemře. Nakonec se je rozhodne utratit za lidi, kteří potřebují peníze, a pořádá rozhovory. V jednom z těchto rozhovorů Frink představí Abeovi svůj nejnovější vynález, paprsek smrti, a tvrdí, že „je to jen prototyp. Jsem si jistý, že s patřičným financováním by tohle malé dítě mohlo zničit oblast o velikosti New Yorku!“ Děda reaguje slovy: „Ale já chci lidem pomáhat, ne je zabíjet!“, na což Frink odpoví: „Aha. No, abych byl upřímný, paprsek má jenom zlé využití. To víš, že moje žena bude mít radost, od prvního dne celou tuhle záležitost s paprskem smrti nesnáší.“.
V původním scénáři se Frink jevil spíše jako zlý, když však dabér Hank Azaria zkoušel Frinka namlouvat, napodobil postavu Jerryho Lewise Julia Kelpa z filmu Zamilovaný profesor z roku 1963 a scenáristé začali z Frinka dělat spíše parodii na tuto postavu. Julius Kelp je šprt, šílený profesor, i když ne zlý, a často se mu nedaří jeho experimenty, takže Frink se mu v průběhu seriálu začal více podobat. Tvůrce Simpsonových Matt Groening pro TV Guide uvedl: „Byl napsán jen jako postava šíleného vědce, dokud mu Hank nenadaboval hlas, a najednou se z něj stala postava potrhlého profesora. Na Hankovi se mi líbí, že když mu dáte jedinou repliku – a většina těchto postav má jen velmi málo replik –, tak ji prostě oživí. Pokaždé.“. Původně byl Frink animován bez zubů; později mu byly přidány, aby se ještě více podobal Lewisově postavě. Scenárista Jay Kogen pojmenoval postavu po svém příteli a kolegovi z televize Johnu Frinkovi, který byl později najat jako scenárista seriálu Simpsonovi. Frinkovy nesmyslné výroky jsou ve scénářích zapsány jako „Frinkův hluk“.
Azaria namlouvá Frinka od prvního vystoupení profesora. Z mnoha postav, které Azaria dabuje, je Frink jeho nejoblíbenější, protože byl v mládí fanouškem Lewise a rád napodobuje hlas profesora. Řekl, že „jakmile začnete mluvit (jako Julius Kelp), je velmi těžké přestat. Při každém záběru to udělám hloupější, vždycky jsem to dělal. Budu do toho přidávat další a další hloupé zvuky a zvuky. Když mě nechají pokračovat, začne to být směšné.“
Jako poctu Lewisovi pojal Azaria nápad na část halloweenského speciálu 15. řady, v němž Frink oživí svého mrtvého otce, přičemž Lewis v roli otce hostuje. V recenzi této epizody, která se vysílala kolem halloweenu v roce 2003, Robert Bianco z USA Today napsal, že je těžké rozeznat hlasy Frinka a jeho otce: „Azaria namluví Frinka s tak přesnou imitací Lewise, že je někdy těžké rozeznat, který z obou potrhlých profesorů mluví.“. Kromě toho Terry Morrow z The Knoxville News-Sentinel poznamenal, že „slyšet Lewise, jak dělá Azariu, jak dělá Lewise, je ohromný zážitek, pro který zarytí fanoušci Simpsonových žijí“.

## Přijetí
Frink je oblíbenou postavou v seriálu Simpsonovi a kritika ho oceňuje. Mark Hughes Cobb z The Tuscaloosa News ho označil za svou nejoblíbenější vedlejší postavu ze seriálu. Robert Philpot z Fort Worth Star-Telegram označil profesora za jednu z pěti nejlepších vedlejších postav v Simpsonových a napsal, že „springfieldský šílený vědec je triumfem stylu nad obsahem, Hank Azaria mu propůjčil hlas Jerryho Lewise, který vám připomene, proč jsme si kdysi mysleli, že Lewis je vtipný.“ V seznamu 25 nejlepších periferních postav Simpsonových uvedli Eric Goldman, Dan Iverson a Brian Zoromski z IGN Frinka na čtrnáctém místě s komentářem, že do simpsonovského univerza „jako geniální městský šílený vědec“ dobře zapadá. Vyzdvihli scénu z epizody Konec SRPŠ, v níž se Frink stane suplujícím učitelem v mateřské škole a jednu z dětských hraček si nechá pro sebe, protože děti „by si ji neužily na tolika úrovních“ jako on. Nick Griffiths z Radio Times označil Frinka za jednu z nejlepších postav seriálu a uvedl, že „vždycky miloval profesora Frinka“, zejména kvůli jeho vzhledu, blábolení a nadužívání určitého členu „the“ a kvůli jeho vynálezům, jako je teleport hmoty, který z Barta udělá napůl člověka napůl mouchu. David Hollingworth z deníku Sydney Morning Herald vyprofiloval Frinka ve svém seznamu „velkých postav televizní techniky“ a napsal, že kromě toho, že je profesor chytrý, je nejznámější pro svůj „poněkud svérázný způsob řeči – hmmguyvin-whey-hey“.
Několik kritiků se vyjádřilo k Frinkovým vynálezům. Patrick Goss ze serveru MSN's Tech & Gadgets napsal, že „pokud jde o věcičky, Frink je král“, a uvedl paprsek smrti jako jeden z největších gadgetů, které se v Simpsonových objevily. I když dodal, že „nepatřil k nejúspěšnějším“, protože nikdy nedostal od dědečka potřebné finance. Na stejném seznamu Goss uvedl také Frinkův automatický telefonní dialer, nitrobřišní hovězí zmrzlinovač (vynález, který se vloží do krávy a využívá čtyři žaludky k míchání různých ingrediencí) a hamburgerové chrániče sluchu. Publikace UGO Networks ve svém profilu o Frinkovi napsala: „Kde by bylo město bez tvého hlasu a výstřelků inspirovaných Jerrym Lewisem / Juliusem Kelpem? Nejspíš mnohem bezpečnější. Vynálezy profesora Johna Frinka se pohybují od rozptylujících až po rušivé. Kdo by mohl zapomenout na jeho hamburgerové chrániče sluchu? Nebo na jeho teleportační zařízení, které má na svědomí výměnu hlavy Barta Simpsona za hlavu mouchy domácí?“. Howard Waldrop a Lawrence Person z časopisu Locus uvedli scénu v Simpsonových ve filmu, v níž se objevuje Frinkův vynález vrtačky, jako jeden z vrcholů filmu.

## Další výskyty a odkaz
Frink se objevil rovněž ve vydání Simpsons Comics, atrakci The Simpsons Ride v Universal Studios Florida a Universal Studios Hollywood či ve videohrách jako The Simpsons Wrestling, The Simpsons: Road Rage, The Simpsons: Hit & Run a The Simpsons Game. Byl také proměněn v akční figurku inspirovanou halloweenem, která byla v říjnu a listopadu 2002 přibalena k dětským jídlům v Burger Kingu. Kromě toho se Frink objevil na obálce vydání časopisu TV Guide z 16. října 2000.
Profesor ovlivnil i skutečný vědecký život. Byl po něm pojmenován počítačový programovací jazyk Frink, který je podle tvůrce jazyka „navržen tak, aby zjednodušil fyzikální výpočty, pomohl zajistit, aby odpovědi vyšly správně, a vytvořil nástroj, který je skutečně užitečný v reálném světě. Ve všech výpočtech sleduje měrné jednotky (stopy, metry, kilogramy, watty atd.), umožňuje transparentně míchat měrné jednotky a pomáhá snadno ověřit, zda vaše odpovědi dávají smysl.“